# دونينجتون بارك

المسار

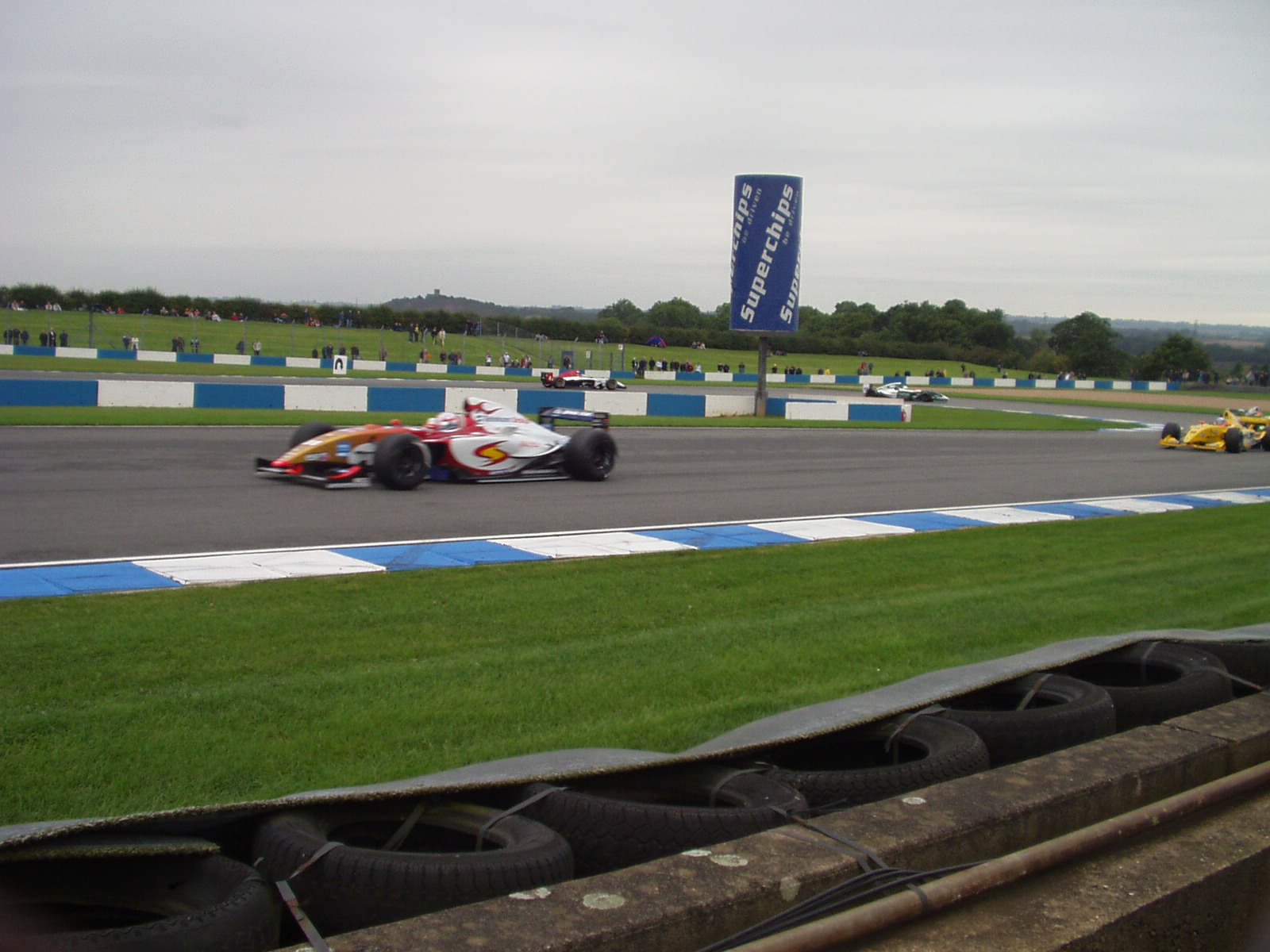
الحلبة

دونينجتون بارك (بالإنجليزية: Donington Park) هي حلبة سباقات لرياضة المحركات الآلية تقع في ليسترشير في إنجلترا. بنيت في سنة 1931 بتكلفة 12000 جنيه إسترليني. أثناء الحرب العالمية الثانية استخدمت كمستودع لتخزين المركبات العسكرية. تم إعادة افتتاحها في سنة 1977.

## بطولات تستضيفها
- بطولة العالم لسيارات السياحة
- بطولة العالم للسوبربايك
- سباق الجائزة الكبرى للدراجات النارية